# Юйцзюлюй Маньгэти
Юйцзюлюй Манэти (кит. упр. 郁久闾缊纥提, пиньинь Yùjiǔlǘ Màngētí) (устар. Выньгэди) — седьмой правитель жужаней. Второй сын Дисуюаня. Наследовал западный аймак.
В 391 году сблизился с хуннским князем Лю Вэйчэнем (劉衛辰 Liú Wèichén), чем навлёк на себя гнев молодой империи Северная Вэй.
Манэти неудачно сражался с вэйскими войсками, бежал и у горы Бана сдался Туоба Гую. После этого жил в плену.